# Algebraična notacija
Algebraična notacija je standardni način za opisovanje in beleženje potez v šahovski igri. FIDE priznava na svojih šahovskih turnirjih in dvobojih samo ta sistem zapisovanja in ga priporoča tudi za literaturo in revije. Ta notacija je tudi sicer najbolj razširjena, opisno notacijo pa najdemo samo še v starejših knjigah.

## Opis
- Vsaka figura je označena s prvo črko njenega imena (veliko tiskano). Primer: K=kralj, D=dama, T=trdnjava, L=lovec, S=skakač, kmet je brez oznake. V angleški različici so oznake figur K=King, Q=Queen, R=Rook, B=Bishop in N=kNight. Včasih je tudi S označeval skakača (iz nemškega imena za skakača' Springer). To je še danes v veljavi v problemskem šahu, kjer N označuje pravljično figuro nočnega jezdeca (angleško nightrider).
- Za prvo črko imena figure lahko igralec uporabi prvo črko imena figure, ki se uporablja v njegovi deželi. Primer: F=fou (francosko: lovec ). V tiskovinah se priporoča uporaba simbolov figur.
- Kmetje niso označeni s prvo črko imena, prepoznamo jih po tem, da so brez takega znaka. Primer: e4, d4, a5.
- Osem linij (z leve proti desni za belega in z desne proti levi za črnega) je označenih z malimi tiskanimi črkami: a, b, c, d, e, f, g in h.
- Osem vrst (od spodaj navzgor za belega in od zgoraj navzdol za črnega) je oštevilčenih z 1, 2, 3, 4, 5, 6, 7 in 8. Bele figure in kmetje so razporejeni na 1 in 2 vrsti črne figure in kmetje pa na 8 in 7 vrsti.
- Kot posledica prejšnjega pravila ima vsako polje enolično ime (npr. c3) (glej sliko zgoraj).
- Vsaka poteza s figuro je označena s prvo črko imena figure in imena polja, na katero se premakne. Vmes ni vezaja. Primer: Le5, Sf3, Td1. V primeru kmetov se označi le končno polje. Primer: e5, d4, a5.
- Ko figura jemlje, se med prvo črko imena figure in končno polje vrine "x". Primer: Lxe5, Sxf3, Txd1. Včasih se jemanje označi tudi z ":" npr. Le5: ali L:e5.
- Ko jemlje kmet, se poleg končnega polja označi tudi linija, od koder je kmet prišel, ter "x". Primer: dxe5, gxf3, axb2. V primeru jemanja mimogrede (en pasant) se označi končno polje kmeta z dodatkom "e.p.". Primer: dxc4 e.p...
- Če lahko na isto polje prideta dve enaki figuri, potem se premaknjena figura označi na naslednji način:
  - Če sta obe figuri na isti vrsti: s prvo črko imena figure, linijo začetnega polja in imenom končnega polja. Primer: Skakača na h2 in d2 in eden od njiju skoči na polje f3. Možni potezi: Shf3 ali Sdf3.
  - Če sta obe figuri na isti liniji: s prvo črko imena figure, vrsto začetnega polja in imenom končnega polja. Primer: Skakača na g5 in g1 in eden od njiju skoči na f3. Možni potezi: S5f3 ali S1f3.
  - Če sta figuri na različnih linijah in vrsti, se praviloma uporabi prvi način. Primer: Dva skakača na h2 in d4 in eden od njiju skoči na polje f3. Možni potezi: Shf3 ali Sdf3. (Pravilni potezi sta sicer tudi S2f3 ali S4f3).
  - V primeru jemanja se med imeni polj vrine "x". Primer: Shxf3 ali S1xf3
  - Če se na šahovnici pojavijo tri (ali več) enakih figur in še vedno nismo razrešili dvoumnosti, potem zapišemo prvo polje v celoti. Primer: skakači so na d2,d4 in h2. Skok na f3 zapišemo Sd2f3, Sd4f3 ali Sh2xf3)
- V primeru promocije kmeta se zapiše dejanska poteza s kmetom z nadaljnjo oznako figure, v katero se kmet pretvori. Primer: d8D, f8S, b1L, g1T, hxg8T+ (včasih tudi d8=D).

Pomembne okrajšave:
- O-O: mala rokada (rokada na kraljevo stran) (uporabiti je treba veliko črko O in ne ničle 0)
- O-O-O: velika rokada (rokada na damino stran)
- x: jemanje
- Za napoved šaha ali mata lahko uporabimo oznake:
  - +: šah
  - ++ ali #: mat
- Za jemanje mimogrede (en passant) pa: e.p.
- Ponudba remija naj se zaznamuje z "=".

### Zgled partije
```
1. e4 e5 2. Sf3 Sc6 3. Lb5 a6 4. La4 Sf6 5. O-O Le7 6. Te1 b5 7. Lb3 d6 8. c3 O-O 
9. h3 Sb8 10. d4 Sbd7 11. c4 c6 12. cxb5 axb5 13. Sc3 Lb7 14. Lg5 b4 15. Sb1 h6 
16. Lh4 c5 17. dxe5 Sxe4 18. Lxe7 Dxe7 19. exd6 Df6 20. Sbd2 Sxd6 21. Sc4 Sxc4 
22. Lxc4 Sb6 23. Se5 Tae8 24. Lxf7+ Txf7 25. Sxf7 Txe1+ 26. Dxe1 Kxf7 27. De3 Dg5 
28. Dxg5 hxg5 29. b3 Ke6 30. a3 Kd6 31. axb4 cxb4 32. Ta5 Sd5 33. f3 Lc8 
34. Kf2 Lf5 35. Ta7 g6 36. Ta6+ Kc5 37. Ke1 Sf4 38. g3 Sxh3 39. Kd2 Kb5 40. Td6 Kc5
41. Ta6 Sf2 42. g4 Ld3 43. Te6 1/2-1/2
```

Šahovske partije v računalniški obliki so največkrat shranjene v zapisu PGN, ki uporablja standardno algebraično notacijo z dodatnimi oznakami za opis igre.

### Dolga algebraična notacija
Dolga algebraična notacija je različica algebraične notacije. Tu vedno zapišemo začetni in končni položaj ob premiku figure (Sg1-f3), medtem ko pri standardni algebraični notaciji običajno zapišemo samo končni položaj (Sg3). Taka notacija zavzema več prostora in ni v širši uporabi.

### Koordinatna notacija
Koordinatna notacija ne zapisuje figur, ampak samo koordinate: Namesto Sg1-f3 pišemo samo koordinate g1-f3, tudi brez oznak za jemanje (x), edini dodatek je nova figura ob promociji: g7-h8S.

## Znaki za tolmačenje šahovskih partij
Sledijo znaki, ki se pogosto uporabljajo pri tolmačenju šahovskih partij:
- = obe strani sta enaki
- +/= beli je malenkost boljši
- =/+ črni je malenkost boljši
- +/- beli ima jasno prednost
- -/+ črni ima jasno prednost
- +- beli zmaguje
- -+ črni zmaguje
- ∞ postavitev je nejasna
- ∞/= ali =/∞ nadomestilo

- ○  prostor
- ↑  pobuda
- ↑↑ ali ↻ razvoj
- → napad
- ⇄ protinapad

- 1-0 beli zmaga
- 0-1 črni zmaga
- ½-½ ali (0.5-0.5) neodločeno

- ! dobra poteza
- !! odlična poteza
- ? slaba poteza
- ?? napaka
- !? zanimiva poteza, ki verjetno ni najboljša
- ?! sumljiva poteza, ki pa je ni enostavno ovreči
- □ izsiljena poteza

- Δ z idejo
- ∇ kljubuje ideji